# Siège de Paris (1358)
Pour les articles homonymes, voir Siège de Paris.
Batailles
Le siège de Paris  qui eut lieu en 1358, au cours de la guerre de Cent Ans, opposa le dauphin Charles, qui tentait de reprendre la ville, à Étienne Marcel et Charles le Mauvais, roi de Navarre.

## Préambule
Après la défaite de Poitiers et la captivité du roi Jean, le dauphin Charles arrive à Paris et convoque les états généraux pour voter des subsides et traiter de la délivrance du roi. Les états généraux, accordèrent, grâce au prévôt des marchands Étienne Marcel, des fonds pour l'entretien de 30 000 hommes. Toutefois, pour mettre un terme aux abus les plus criants de l'époque, ils demandèrent la mise en jugement des conseillers du roi, la mise en liberté de Charles le Mauvais et la formation d'un conseil de 36 membres, pour assister le dauphin dans son gouvernement. Ces demandes furent acceptées par le Dauphin, car la rumeur courait que les Anglais allaient être bientôt sous les murs de Paris.

## Préparation de la défense
La ville fut alors mise en état de défense par les soins d'Étienne Marcel. 
Du côté Nord, l'enceinte de Philippe Auguste, largement débordée par la ville, fut agrandie afin de protéger les bourgs adossés aux murs de défense. Partant de la tour Billy, près de l'Arsenal, les murailles prenaient la direction du canal jusqu'à la rue Saint-Antoine, suivait à peu près les boulevards actuels, depuis la Bastille jusqu'à la porte Saint-Denis, puis passait par les rues de Bourbon-Villeneuve, des Fossés-Montmartre, la place des Victoires, rue de la Banque, les jardins du Palais-Royal, les rues du Rempart et Saint-Nicaise et finissait à la tour du bois, près du Louvre, sur le bord de la Seine.
Du côté Sud, les murs qui tombaient en ruine furent réparés, les portes furent fortifiées, devant les murailles des fossés profonds furent creusés où l'on fit couler l'eau de la Seine. 
Un peu partout les murs de la ville furent doublés de parapets et de créneaux, garnis de 750 guérites, de balistes, de canons et de toutes sortes d'engins de guerre.
À l'intérieur de la ville, de grosses chaînes furent posées afin d'être tendues à l'approche de l'ennemi. Ces chaînes étaient renforcées avec des pierres, des poutres, des tonneaux,…

## Mouvements dans la ville
Pendant qu'Étienne Marcel faisait fortifier Paris pour protéger la ville des entreprises anglaises, la bourgeoisie parisienne, qui s'était tournée vers le dauphin, était fatiguée des agitations de la rue et de la duplicité de son attitude. Par ailleurs le roi de Navarre qui s'était échappé de sa prison d'Arleux, le 9 novembre 1357, est reçu avec enthousiasme par les Parisiens. Le 30 novembre, Charles II de Navarre harangue 10 000 Parisiens réunis par Étienne Marcel au Pré-aux-Clercs. Sous la pression de la surexcitation populaire, le dauphin Charles est forcé de se réconcilier avec le roi de Navarre.
Début janvier 1358, le dauphin Charles cantonne à Paris une armée de 2 000 hommes venus du Dauphiné sous prétexte de protéger la ville des exactions des Grandes Compagnies, qui ravagent et pillent les environs. Les Parisiens voient dans ces préparatifs des intentions hostiles et crient à la trahison. Ils s'arment, font des barricades et, sur le conseil d'Étienne Marcel, ils mettent pour signe de ralliement un chaperon mi-rouge mi-bleu. C'est en vain que le dauphin, pour contrebalancer l'influence toute-puissante d'Étienne Marcel, harangue le peuple dans des assemblées tenues aux Halles et à Saint-Jacques-de-l'Hôpital.
Étienne Marcel voulait une réforme gouvernementale basée sur les principes qui avaient amené la formation des communes. Malheureusement, le mouvement de Paris ne fut ni compris ni suivi par les autres villes, jalouses de la domination de la capitale. La noblesse, sentant ce qu'elle avait à perdre aux innovations proposées, se met alors en lutte ouverte avec la bourgeoisie et tous les seigneurs quittent les états. Sur ces entrefaites, le dauphin, ayant reçu des lettres du roi Jean, annule toutes les concessions arrachées par la violence, et se montre déterminé à la résistance; son  entourage se répand alors en bravades et menace la vie d'Étienne Marcel. Toute conciliation devient alors impossible.
D'un autre côté, le nouveau traité de Londres, qui donne le tiers du territoire à l’Angleterre, provoque un tollé et fait sombrer le royaume de France dans la guerre civile. Le 22 février 1358, Étienne Marcel rassemble, à Saint-Éloi, 3 000 hommes des métiers qui, au signal du tocsin, envahissent le palais. Marcel, en tête, et les insurgés montent dans les appartements du dauphin, qu'ils trouvent entouré d'un grand nombre de gentilshommes. Le prévôt des marchands somme le prince de mettre de l'ordre dans les affaires du royaume et de combattre les pillards  qui l'infestent. Sur les réponses évasives du dauphin, deux de ses conseillers, Robert de Clermont, maréchal de Normandie, et Jean de Conflans, maréchal de Champagne, sont massacrés et leurs corps jetés dans la cour sous les applaudissements de la foule. Le dauphin, épouvanté, réclame alors la protection de Marcel, qui lui donne comme sauvegarde son chaperon rouge et bleu. Pendant quelque temps, Étienne Marcel semble le maître de toute la France, comme il l'était de Paris, mais le triomphe de la commune de Paris fut de courte durée. Le dauphin, ayant réussi à s'enfuir, réunit une armée et annonce son intention de se venger des Parisiens, qui appellent alors le roi de Navarre à leur secours.
En avril, la ville se prépare au combat.
Charles le Mauvais arrive à Paris le 14 juin, ramène l'ordre et est proclamé lieutenant. Mais, au lieu de combattre les troupes du dauphin, il se met à négocier avec lui, tandis que les mercenaires dont se compose son armée commettent des excès de toutes sortes. Les Parisiens, irrités, assaillirent ces mercenaires et en tuèrent un certain nombre. Mais ayant tenté une expédition vers le bois de Boulogne où les pillards étaient cantonnés, les troupes de Paris tombèrent dans une embuscade et essuyèrent une sanglante défaite. Le roi de Navarre fut  forcé de quitter Paris et Étienne Marcel se vit accusé de trahison. Une réaction rapide s'accomplit contre lui. Un parti nombreux se forma dans Paris pour rappeler le dauphin, qui promettait une amnistie à la condition qu'Étienne Marcel lui soit livré. La discorde se mit dans la ville. La dernière ressource du prévôt était de livrer Paris au roi de Navarre, et, en agissant ainsi, il ne faisait rien d'illicite, car Charles le Mauvais était lieutenant général du royaume, et c'était le peuple de Paris lui-même qui lui avait conféré ces hautes fonctions. Mais les bourgeois dévoués au dauphin ayant été avertis de ce projet, ils tuèrent Étienne Marcel et ses 54 compagnons au moment où le prévôt allait livrer la porte Saint-Antoine aux soldats navarrais le 31 juillet 1358. 

## Conséquences
Trois jours après, le 2 août, le dauphin rentra dans Paris et livra au bourreau un grand nombre des partisans d'Étienne Marcel et du roi de Navarre. Ainsi finit le premier essai du gouvernement représentatif en France.
Charles le Mauvais, déçu dans ses espérances, pille et saccage Saint-Denis et les environs de Paris. Navarrais et mercenaires se replient ensuite sur leurs possessions de la vallée de la Seine où les capitaines anglais s’installent, rançonnant les campagnes et le trafic fluvial. Les troupes anglo-navarraises tentent d'asphyxier Paris en s'emparant de Melun, qui contrôle la Seine en amont de la capitale, de Creil sur l'Oise et de la Ferté-sous-Jouarre sur la Marne. Plus de 60 places en Île-de-France sont sous contrôle anglo-navarrais ou de mercenaires bretons qui rançonnent la population. Le dauphin n’a pas les moyens de tous les déloger, mais il assiège Melun. Charles de Navarre s'en tire encore par un revirement : il rencontre le dauphin à Pontoise le 19 août et annonce qu'il se retire. Cependant, ses troupes ne quittent pas les places fortes qu'elles contrôlent, continuant à rançonner le pays pour leur compte comme les autres compagnies qui mettent à cette époque le pays à feu et à sang. La disette se fit cruellement sentir dans la ville, les convois étant interceptés.